# まんがサイエンス
『まんがサイエンス』は、あさりよしとおによる日本の漫画作品。学研教育出版発行の雑誌『5年の科学』および『6年の科学』などで連載されていた科学学習漫画で、2012年5月現在は『大人の科学マガジン』にて連載中。第16回文化庁メディア芸術祭マンガ部門審査委員会推薦作品。
清水ますみによる同名の作品も、事実上の前作であるため本項で扱う。ただし、両者に登場人物・ストーリーの関連は全くない。
以下、『まんがサイエンス』は、特記がない限りあさりよしとお作品を指す。

## 概要
連載開始は『5年の科学』1987年10月号、当初は『5年の科学』のみに連載。連載開始の事情は#清水ますみ版『まんがサイエンス』も参照。
『学研の科学』は2006年度を以て製版を終了し、2007年度からは月ごとに再版を繰り返していた。そのため、2007年度以降は『5年の科学』および『6年の科学』での『まんがサイエンス』の新作は中断され、再掲の形で連載されていた。2010年には『学研の科学』自体が休刊となり、5月に小学4年生 - 6年生向けの科学系雑誌『りすうか』（不定期）が創刊、連載は第2号（12月発売）から再スタートとなったが、2011年4月発売の第3号で休刊となったため、再び中断。同年12月より電子書籍『まんがサイエンス 単（シングル）』として、一話ずつの書き下ろし販売がスタートした。2012年5月発売の『大人の科学マガジン』Vol.34 デルタ・ツイスターより連載再開。
発表形式が変わりながらも20年以上の連載を続けるという、学習漫画では類例のないロングヒット作品となっている。トピックごとの協力者は存在するが原作者を持たず、作者自身の取材によって、多岐にわたる科学分野について、子供にも理解できるよう解かりやすく描き続けている。
開始当初は8ページのショート連載であり、協力者と共に、「絵」として欄外に小さくクレジットされるようにあさりの扱いも小さかった。1991年度から倍の16ページとなり、『6年の科学』にも同じ内容が連載されるようになった。学研ノーラコミックス名義で、2013年8月現在14巻までコミックスが出ており、また図書館向けのハードカバー版もある（ただし、巻によっては通常版と副題が違う）。
掲載誌が横書き・左綴じなので、本漫画も欧米の漫画のように左から右へ読む形式で、ふきだしの台詞も基本的に横書きになっている。
単行本カバー見返しのコメントによると、小学4年生の頃、内山安二の『コロ助の科学質問箱』（学研まんが ひみつシリーズ）を読んで以来、科学まんがを描きたいという希望を温めていたという。

## 作品の内容
基本は一話完結方式で、毎回ハイテク機械や人体、生物、また環境問題や気象などあらゆる科学のテーマを採り上げ、それを主人公の小学生たちが専門家と一緒に知識を学んでいくというものである。
その一方で、コントやギャグも交えており、小学生と専門家というのは学習漫画の定番だが、本作では人間の専門家がほとんど無く、あからさまに怪しい人外キャラクターが毎回登場する。作者の趣味が前面に出ており、とりわけロケットに関する話題は多い。その他カメラや時計など精密機器の話も多く見られる。また、5 - 12ヶ月にわたって続き物となっているシリーズ連載作品（「ロボットの来た道」など）もあり、レギュラーキャラ以外が登場する特別編もある。

## 主な登場人物

### レギュラーキャラ
よしおクン
理科クラブに所属する小学5年生で、至って真面目な少年。しかし、登場当時からのスタンスで女の子のボケに釣られてツッコミ役に回ることが多い。一度だけ女の子ばりにボケを連発したこともあるが、キャラが合わなかったのかすぐに元の役回りに戻った。まなぶクン同様、様々な知識を持っている。
連載初期は名無しだったが、1988年4月・5月号上で名前の募集が行われ、同年7月号にて公式に発表された。
あさりちゃん　
よしおクンとコンビを組むショートヘアの女の子で、連載開始時から登場。見た目は普通っぽいが、あやめちゃんが登場するまでは、ひたすら大ボケ発言を連発しツッコミ役のよしおクンと漫才コンビのような関係となっていた。あやめちゃん登場以降は多少良識を振る舞うようになるも、天然なところは相変わらず。また、あやめちゃんへのライバル意識が強く、彼女の前では大胆な発言が多い。名前は公募によるもので、「あさり」＋「よしお」で著者の「あさりよしとお」のパロディとなる。
あやめちゃん（大隅 あやめ）
特別編からレギュラーとなったお下げ（ツインテール）の女の子。明朗快活なお調子者。いつも元気いっぱいだが、考え無しのうかつな発言も多く、そのため「専門家（後述）」の怒りを買って厳しく体罰を受けたり、実験台にされてしまうことが多い。いくら酷い目に遭ってもめげない精神力と人間離れしたタフさを持つ。また大喰らいで不器用な怠け者でもあり、他のメンバー、とくにあさりちゃんからは時にかなり辛辣な（イジメに近い）皮肉や嫌味を言われることもある。登場後はあさりちゃんから「大ボケ役」の座を奪った形となる。しかし、でまかせが正解であることもあり、妙な勘の良さはある。後述する池上タクミ、長原サキを別にすれば、レギュラーキャラで彼女のみフルネームが登場している。
「あやめ」も「おおすみ」も日本の人工衛星の名前である。
まなぶクン
レギュラーでは一番登場頻度やセリフが少なく、あまり目立たないメガネの少年で、特別編以降2作目からレギュラーとして登場。知識はかなり蓄えているが、難しいことは答えられない場合もある。負けん気が強く、けっこう意地っ張りなところもある。真面目なせいかボケは得意としないタイプだが、場に応じてツッコミを入れたり、話題をすげ替えたり、それなりに空気は読んでいる。

### 専門家
初期シリーズでは「おたすけ怪人」。各話の主題を説明する役。後述する池上タクミ主人公の回を除き、牛乳パック・地球・イカ・人魚など毎度毎度変わった姿をしている為、登場時は大概上記のレギュラー陣が驚いたり不審そうな表情を浮かべるが、専門家としての知識は有している。時折死霊や精霊など、あからさまに非科学的な専門家も登場し、「これ、科学まんが！」と突っ込みを入れられるが、専門家達は平然としている。長期連載なので、専門分野が重なる専門家も多い。彼らの名前は何かのパロディになっていることも多い。
1巻
ミスター人工種子
人工種子の専門家。「頭の中は人工種子でいっぱい」と言うが頭そのものが人工種子。最後に目が消えて芽が出た。後にも登場する（その時には目は復活）。
カニ男
カニの専門家。カニの殻の成分・キチンを使った技術を語る。
Mr.バイオ
微生物の専門家。顔はシャーレ。微生物の働きを語る。最後で顔に謎の菌類が生える。
おたすけ怪人（DNA男）
遺伝子の専門家。遺伝子情報（DNA）について語る。「DNA男」は9巻の専門家名鑑での名。
牛乳怪人
牛乳加工製品の技術について語る。後にも登場し、イカ男による宇宙人と見間違えた物の例となった。
スイカ男
おいしいスイカを音で調べる（掲載された1989年当時の）最新技術について語る。検査の結果、からっぽだった。後にも登場し、イカ男を殴る。
高吸収性樹脂
紙おむつに球体のボディが入った姿。高吸水性樹脂の利用法について語る。雑誌掲載時の名前は「高分子吸収体」。植木鉢にされた。
ドクター・脳
脳の記憶のしくみについて語る。のちにミスター脳が出る。ミスター脳とは違い目が無い。
ペケル博士
科学全般の専門家。後ろには2人の黒子がいる。90年度初出作品で準レギュラーとなっていたために、2巻や3巻にも登場する。元ネタは『ものしり博士』のケペル先生。
はっはっ怪人
歯の怪人。虫歯とその予防法について語る。
ロボット太郎
ロボットの専門家、のちに3巻で鉄腕28エ門にとって代わられる。後にも登場、ホワイトボードでイカ男を殴ろうとした。
広瀬茂男博士
ヘビ型ロボット「蛟龍」の製作者、実在の人物。
イカ男
ハイテクの専門家。イカの油が液晶製品に使われているのでイカ。後にも登場、宇宙人の存在を否定するが肯定論にケチを付けるだけで持論を展開しなかったため、専門家のほぼ全員に殴られたり蹴られたりした。
糸くず怪人
当時の新技術スーパーファインメタルについて語る。頭部は丸めた糸で、あさりにほどかれた。後に登場、イカ男を殴ろうとした。
テレカ魔人
テレホンカードのことなら何でも知っている怪人。磁気情報技術について語る。磁石で再起不能にされてしまった。
ミスター・コンピュータ
コンピュータの怪人。コンピュータウイルスについて語る。
ミスター脳
脳の専門家。ドクター脳との違いは目と口がついていること。後の作品に再登場する。
超音波博士
直方体の体をコートと帽子とマスクで覆った怪人。超音波とネズミの関係について語る。正体は超音波誘引式のねずみ捕り機で、最後にクマネズミを生け捕りに。
ミスター・ロケット
ロケットの怪人。無重力について語る。商店街で火星旅行券が当たった。
火星太郎
火星人。火星旅行について語る。
超新星おじさん
超新星の怪人。17万年前の超新星について語る。最後に自爆した。
原子博士
原子の怪人。原子について語る。「人体は何でできているか」の質問が入り口だったことから、「実際にバラバラにすればわかる」と冗談で刃物を持ち出したり、人体器官のサンプルをミキサーで砕いて見せたりとブラックな表現が目立った。後にイカ男を殴る。
Dr.太陽系
太陽系の怪人。太陽系について語る。
富士さん
富士山の怪人。富士山と火山について語る。「噴火災害を抑えるために富士山を監視することが大切」の言葉を誤解したあさりとよしおに鎖で縛られ、監禁されてしまった。
ミスターアンモナイト
アンモナイトの怪人。3億年前の世界について語る。
ミスター地球
地球の怪人。温暖化について語る。後に登場するMr.ブルーと外見、専門分野共にほぼ同じ。後にイカ男を殴りまくる。
デール・ラッセル博士
恐竜博士、恐竜人間の発案者、実在の人物。なお連載時は人間に進化したかも知れない恐竜を「ステノニコサウルス」と紹介していたが、現在の版では「トロオドン」に直されている。実は恐竜人間だった。

2巻
以下4人の先生は、よしおとあやめを月着陸まで指導した後、ダイダロス号で宇宙の彼方に旅立って行った（4人とも本書出版時点で故人であり、指導していたのは神様が作った幻）。
ロケットの神様
ロケットの専門家。ドジで宇宙から落っこちてしまった。神様は自分のために力を使えないので、よしおとあやめに宇宙船を作らせ、宇宙へ送り返してもらった。頭部は世界初の人工衛星、スプートニク1号を模したもので、顔は最初はなく、あやめに描いてもらったが、あまりにも酷かったため自分で描いた。服装はダルマティカにサンダルという、古代キリスト教風。
ツィオルコフスキー先生
神様が呼び出した実在の人物。耳が遠いため、よしおやあやめの言うことを何度も「えっ？」と聞き返していた。
ゴダード先生
神様が呼び出した実在の人物。
オーベルト先生
神様が呼び出した実在の人物。
フォン・ブラウン先生
神様が呼び出した実在の人物。あやめに「フォン・ド・ボー先生」と呼ばれた。第二部では、よしおたちを押し切って憧れの月旅行へと向かう。

3巻
Mr.ファジィ
コンピュータの専門家。当時話題になった、ファジィ制御について紹介。
自動改札機男（じどうかいさつきおとこ）
自動改札機の専門家。現在のSuicaやPASMOなどにあたる「ミューカード」を紹介した。
鉄腕28エ門
ロボットの専門家。21世紀の未来からロボットのことを教えるためにやってきた。元ネタは『ドラえもん』『鉄腕アトム』『鉄人28号』。一度どこでもドアを出しそうになったが、よしおに止められた。未来へ帰っていった。
常盤金成（ときわ かねなり）
時計の専門家。顔は時計の文字盤になっている。待っていることが大嫌い。
人体くん・人体くんJr.
消化の専門家。あやめの体を使って消化と吸収のメカニズムを紹介した。

4巻
（日本の）ロケットの神様
ロケットの専門家。H-IIロケットに強い思い入れがある。頭部は日本初の人工衛星、おおすみを模したもの。服装は貫頭衣に勾玉、それに剣を履くという日本神話風。2巻のロケットの神様とは微妙に違うことをツッコまれたが、自分は「日本のロケットの神様」だ、日本には800万人の神様※がおり、その中にロケットの神様もいると反論している。
※元は「八百万（やおよろず）の神」であり、八百万とは非常に沢山のという意味。
Mr.ブルー
地球環境の専門家。顔の幅が大きいため、よくドアにつっかかる。あやめに何度もお仕置きする。7巻では地球（地学）の専門家として登場。SOS男と並び、数少ない複数年度に登場する専門家。

5巻
フィルム男
袋の専門家。マジックカットについて説明したが、後にあやめによってバラバラにされる。
Mr.視線
視線入力の専門家で、顔の部分が眼だけという目玉おやじのような風貌である。得意料理は中華料理の四川風。
Mr.レーザー
レーザーの専門家。話を聞かなかったりするとレーザー光線を発射する。
インフルエンザウイルス（あさりちゃんウイルス）、好中球、マクロファージ、T細胞、B細胞
あさりからよしおに感染したインフルエンザウイルスと、それを迎撃したよしおの白血球たち。ウイルスはあさりに、好中球とマクロファージはあやめに、T細胞はよしおに、B細胞はまなぶに擬人化して描かれている。
胃直弼（い なおすけ）
胃の専門家。人からは「い〜やつだ」と言われるらしい。元ネタは井伊直弼。
ワームホールおじさん
タイムマシンの専門家。別名「歩く特異点」。近くに寄ると吸い込まれてしまう。宿題ができないと怒声をあげたあやめの家から立ち去っていった。
発電クン
地熱発電の専門家。姿は発電所の地図記号。
ディスク男
記録メディアの専門家。頭はMDディスクになっている。あやめ曰く「前から見るとけっこーマヌケ」。
車寅次郎（くるま とらじろう）
安全自動車の専門家。頭は自動車になっている。元ネタは『男はつらいよ』。
筋肉ブラザーズ
筋肉の専門家。何かとポーズをとる。元ネタは超兄貴。
SOS男
サバイバルの専門家。遭難して25年経つ（1995年現在）。さらに15年後、13巻で「漂流を続けて40年以上!!」と名乗って再登場を果たした。
伝染マン
伝染病の専門家。電線マンやヨンセンマンとは関係ない、とは本人の弁。教卓の下に担任の先生を拘束し、先生に変装していた。最後は先生を拘束したまま教室から飛び去っていった。

6巻
クマムシ
丈夫な生き物の専門家。
ビフィズス菌太郎
腸内細菌の専門家。腸内会の腸内会長も務める。
アラリエル
津波の専門家。一見可愛いが下半身は鮫の人魚。元ネタはユダヤ教、キリスト教で大地に水を与える天使。
シルビア
抗菌剤の専門家。悪を滅ぼす銀の女神。銀イオンによる殺菌を解説。元ネタはsilver（銀）から。
押子ジンゾー
おしっこの専門家。正しいおしっこについて解説。
ジャンボ・ジェット・尾崎
飛行機の専門家。元ネタはプロゴルファーのジャンボ尾崎。
ATM（名称不詳）
当時、普及が始まったばかりのATMを紹介。
フライホイール（名称不詳）
フライホイール（弾み車）・バッテリーについて解説。
電池一次郎と電池二次郎
乾電池の専門家。前話でフライングで登場して、すぐ去っていった。一次電池と二次電池について解説。
タマ
化けて出たあやめちゃんの飼い猫。寿命の話を説いている。「ネコには九つの命がある」等の非科学的な発言を連発してツッコミを入れられる。
夢の女王
あやめちゃんの夢の中に登場した夢の専門家。最後まで夢オチとなっているので、他の人達は彼女の姿を知らない。
TSL（名称不詳）
船の専門家。TSLについて紹介している。
水分子
水の専門家。連載第1回に登場したが、収録は6巻になった。

7巻
アノード、カソード、グリッド
テレビの精霊で、通称ブラウン管三姉妹。元々はあさりよしとおのSFコメディ『宇宙家族カールビンソン』に登場するゲストキャラ（真空管三姉妹。この話も科学の蘊蓄を生かしたものとなっている）をセルフパロディ化したもの。
美出尾平太（びでお へいた）
ビデオの専門家。元ネタはビデオカセットの規格（ベータ）から。この話ではあさりとあやめの服装も、ベータに因んだものになっている。
三百年前の顕微鏡（名称不明）
顕微鏡の専門家。あやめにハエタタキと言われた。
レンズマン
レンズの専門家。顔が凸レンズになっている。なお、特撮作品の『レンズマン』とは無関係。
ソーガン卿・ボーエン卿
双眼鏡と望遠鏡の専門家。2人とも男爵の格好をしている。
カメラ・オブ・スキュラ
カメラの妖精（あくまで自称で、あやめちゃん曰く妖怪）。西洋の妖怪、スキュラの格好をしており、またカメラ・オブスキュラ（暗箱）を掛けた駄洒落にもなっている。
服部はいぞう
肺の専門家。元ネタは『忍者ハットリくん』（主人公の名が服部カンゾウ、弟がシンゾウと実在人物の服部半蔵から臓器を掛けた駄洒落になっていることから）。
モチ田こめ夫
もちの専門家。もち肌と粘り強いところが長所。元ネタは三波春夫。
細胞隆盛（さいぼう たかもり）
細胞の専門家。元ネタは西郷隆盛。
夜中野レフレク太（よなかの れふれくた）
反射の専門家。姿は車両通行止めの標識。名前はReflector（反射器）から。

8巻
只野呂保人（ただの ろぼっと）
まんがサイエンス#主な登場人物の項を参照。
河童（かっぱ）
川に棲んでいる妖怪。水が汚くなっていることをあやめに抗議しに来た。
サポー君
石鹸、洗剤の専門家。姿は界面活性剤を模したもの。
ミスター・ボルテックス
気流の専門家。顔には渦巻きが描かれているが、あやめやあさりからは「怪人なると男」と呼ばれた。

9巻
背賀伸太（せが のびた）
身長の専門家。背中には身長を測定する器械がセットされている。
厠便左衛門（かわや べんざえもん）
うんこの専門家。頭は洋式便器になっている。「うんこなんてしない」と言ったあやめに、無理矢理うんこをさせた。
熱中先生（ねっちゅうせんせい）
熱中症の専門家。頭はやかんになっている。
毒島葦人（ぶすじま あしと）
毒の専門家。顔にはドクロマークが描かれている。名前はacid（麻薬、酸）から。
薬師寺（やくしじ）
薬の専門家。あやめの体の中に潜入して薬について語る。
ジャン・ジャック・シボー
脂肪の専門家。あやめの腹から出現した。元ネタは古典文学小説『チボー家の人々』及びブルースリー主演の『死亡遊戯』から。
吸血鬼
血液の専門家。あさりの血を狙っていたが、血液の説明をしている間に朝になってしまい、日光を浴びて消滅した。
カゼの又三郎
風邪の専門家。あやめの鼻水から出現した。元ネタは宮沢賢治の『風の又三郎』。
ガンちゃん・ひとみちゃん
目の専門家。ひとみちゃんの方にはリボンがついている。
Dr.のー
脳とコンピュータの専門家。自分の名刺も持っている。
死神
死の専門家。あやめが連れてきた。科学まんがだから、魂を狩るという非科学的なことはしない。

10巻
顕微鏡の妖精（けんびきょうのようせい）
顕微鏡の専門家。あさりに妖怪と呼ばれる。顔が顕微鏡で、対物レンズが目と口。
レンちゃん（連鎖球菌）、カンちゃん（桿菌）、キューちゃん（ブドウ球菌）、寄生虫
寄生と共生の専門家として登場。あさりに寄生する細菌・寄生虫たち。
インフルエンザ
インフルエンザの専門家。5巻の「あさりちゃんウイルス」とは違い、実際のインフルエンザウイルスに近い外見。
ミミズ
ミミズの専門家。ミミズは5億年にわたって進化を続けて来たと説く。
ヒエール
冷房の専門家。自称クール。寒い駄洒落を飛ばし、よしおに「確かに冷房の専門家だ」と言われる。
デイブ井出（でいぶ いで）
DVDの専門家。ディスクが顔で、左右のDが目、真ん中のVが口。
大木音弥（おおき おとや）
音の専門家。顔がスピーカー。8月生まれの乙女座（おとめ座の1等星がスピカであり、それとスピーカーを掛けた駄洒落）。
炎の解説者（ほのおのかいせつしゃ）
燃焼の専門家。顔がアルミニウム燃料で、燃やすと本領を発揮。最後は燃え尽きてしまった。
レナ（LE-7A）、レイ（LE-5B）
ロケットエンジンの妖精。ロケットスカートの解説のためか、姉妹として登場。
月の家望遠鏡（つきのや ぼうえんきょう）
望遠鏡の専門家。語尾に「ボーエン」をつける。元ネタは落語家の月の家圓鏡。
ソジャーナー
火星探査機。アメリカ航空宇宙局の、マーズ・パスファインダー計画で送り込まれた。「そーじゃなー」が口癖。

11巻
沖志源（おきし げん）
酸素の専門家。顔が原子モデルとなっている。名の由来は酸素の英語訳oxygenから。なお、当作品は『学研の科学』連載ではなく、『科学ひみつマガジン』の書き下ろしである。

12巻
儀山ビイド郎　（ぎやま びいどろう）
ガラスの専門家。ガラスの古い呼び名「ギヤマン」「ビードロ」から。
どしゃぶりブラザーズ
雨の専門家で、ツートンカラーの犬と猫のコンビとなっている。元ネタは英語の慣用表現「it rains cats and dogs」（『土砂降りになる』の意）から。ただし「雨を降り止ませる専門家」ではないため、意外に役に立たない。
巨大な亀（名称不詳）
さながらガメラのような外来生物問題の専門家。「〜カメ」が口癖。
五木（ごき）
殺虫剤の専門家で、「ムシ」のつくダジャレが好き。姿は巨大ゴキブリ。そのため、最後にゴキブリ嫌いのあやめちゃんにプッツンされ、殺虫剤で「虫の息」にさせられる。
イタミ十三（いたみ じゅうぞう）
痛覚の専門家で、全身包帯巻きのミイラ姿。元ネタは伊丹十三からだが、ネタがあまりに不謹慎なために再掲及び単行本では「痛垣タイスケ（いたがきたいすけ、元ネタは板垣退助）」に名称変更となった。
脳の専門家
本名不明。専門は脳だがプラセボについて解説。
電子レンジ男
本名不明。電子レンジの専門家。
混栗人（こんくりと）と鉄筋（てっきん）
コンクリートの専門家。鉄筋はその相棒で鉄筋の専門家。2人で鉄筋コンクリートのタッグを組んでいる。
樋口一郎（ひぐち いちろう）
IHヒーターの専門家。イニシャルもI.H。
アイアン鉄人（あいあん てつひと）
鉄の専門家。特技はトライアスロン（別名「鉄人レース」）、必殺技はバックドロップ（"鉄人"ルー・テーズの必殺技）。顔が鉄の元素記号のFeになっている。
明&照（あきら&てる）
二人揃って照明の専門家。明は電球、照は蛍光灯の形の顔をしている。そのほか名前は不明だがLED照明の専門家（顔の形は当然LED電球）も登場。

13巻
レーダーマン
レーダーの専門家。ゲリラ豪雨を捉えるレーダーについて解説。
レーザーの専門家（名前不詳）
5巻に登場したMr.レーザーに似ているが、少しデザインが違う。フェムト秒レーザーについて解説。
テッちゃん
ホルモンの専門家で、特徴的な顔をしている。名前の由来はホルモン焼きの一部位であるテッチャン、また『じゃりン子チエ』の竹本哲（周りからテッちゃんと呼ばれており、ホルモン屋を経営していることから）。ただし、テッちゃんはホルモンとホルモン焼きは何の関係もないと主張している。
星衛（ほし まもる）
人工衛星の専門家。静止衛星について解説。
波消しブラザーズ
音の専門家。音で雑音を打ち消す技術について解説。
梅尾間人（ばいお はざと）
遺伝の専門家。名の由来はバイオハザードから。顔はDNA男に似ていて、巨大なDNAのらせん構造に、目が付いている。
しんかい6500
潜水調査船の専門家。しんかい6500の姿をしている。
笑福亭味覚（しょうふくてい みかく）
味の専門家。顔が巨大な口で、はっはっ怪人に似ているが歯は見えない。
倍尾目とおる（ばいおめ とおる）
バイオメトリクス（本人認証）の専門家。
トーミン・トロール
冬眠の専門家。北欧から来た妖精。名前の由来はムーミントロール。
H5N1鳥インフルエンザ
擬人化して登場。今までのインフルエンザの説明に加え、突然変異による異種感染についても解説。インフルエンザの薬の専門家も登場。

14巻
放射性物質の専門家
原子模型に放射線マークがついた頭部に白衣姿。放射線放出を繰り返して安定してしまった。
ウラン兄さん
放射性核種の専門家（上記とは別人）。「U235」を顔文字にした頭部に白衣姿。
素 粒子（もと つぶこ）
素粒子の専門家。素粒子模型を模したおだんごヘアー姿の少女。登場した時点ではヒッグス粒子の存在が確定していなかったが、その後存在が確認された。
星田銀河（ほした ぎんが）
星の専門家。星を模したマスクに全身タイツ姿。
日野日出男（ひのひでお）
太陽の専門家。頭部は太陽そのもので、陽が沈むと帰ってしまった。元ネタは日野日出志。
謎の声
正体不明。「夜は輝いてみなをウットリさせ、昼はグッスリ寝て暮らす」月になりたいと放言したあやめを本物の月に変え、意外に多忙で過酷な月の役割を体に教え込む。
ロボットの精
文字通りのロボットの精霊だが実体がなく、また専門家でもなく、逆によしおたちに「私のあるべき姿、とるべき姿を教えて欲しい」と頼む。その頼みを聞いたよしおたちは、自分たちだけで議論してある結論を出す。
大空翼
飛行機の専門家で、機長（キャプテン）翼と呼ばれている。元ネタは『キャプテン翼』の主人公から。
ヨロズ屋菌之介
発酵の専門家。元ネタは萬屋錦之介。納豆のように発酵によって体が糸を引いている。
川の魚・海の魚
魚に手足がついた怪人。深い考えもなく川魚を海に放したあやめに、ツッコミを入れるために上陸。
桐崎
「快刀乱麻を断つ」刃物の専門家。頭は巨大な出刃包丁そのもので、「お悩みは（質問者ごと）一刀両断」がモットー。
１５巻
ミスター超伝導
ハナオコゼ
流れ藻に擬態して生息する、実在の魚。流れ藻について語る。
オービ太郎
T細胞とB細胞
縁寺阿保次郎（へりじ あぽじろう）
ロケットエンジンの専門家。名の由来はペリジモーターとアポジモーターから。

### 「ロボットの来た道」
池上タクミ（いけがみ タクミ）
2001年度の「ロボットの来た道」シリーズで主人公の少年。どういうわけかロボットが家に迷い込んでくる。タクミくんはロボットに振り回されつつも、彼の素性を調べるためロボットについて勉強することにした。このシリーズではよしおクン達は全く登場しない他、専門家も普通の人間ばかりであり、本作では異色のシリーズとなっている。また、よしおクン達の話に、タクミくん達が登場することもない。
名字の元ネタは東急池上線。沿線住民らしく、作中にも利用している場面が登場する。
只野呂保人（ただの ろぼっと）
タクミの名前と住所以外の記憶を失ったロボット。記憶を頼りにタクミの家に強引に上がり込む。そのため本名は不明だが、「ただのロボット」と自己紹介した相手に「只野呂保人」という姓名と勘違いされたため、単行本9巻の専門家名鑑ではその名で紹介されている。ただし、作中の役割は専門家ではない。非常に人間臭く、また悲観的なところがあり、タクミにしばしば励まされる。
長原サキ（ながはら サキ）
タクミが勉強を教えてもらっている年上の女性。しばしば、タクミに求められてアドバイスをする。
名字の元ネタは東急池上線・長原駅。
チドリ
タクミの同級生の少女。おしゃべりで、タクミからは煙たがられている。ロボットを「只野呂保人」という姓名と思い込んだ。本シリーズでのボケ役といえる。

### 「ぼくらの宇宙船」
カオス
2004年度の「ぼくらの宇宙船」シリーズで主人公の少年。宇宙旅行中の異星人で、地球に不時着するが宇宙船の修理方法は知らない。たまたま目撃した子供たちと一緒に、宇宙へ行く方法を調べ始めた。文明人の自負があり、無自覚に「野蛮」な地球人を見下すところがある。役回りは2巻に登場するロケットの神様に近くカオスの場合、機器はあるので方法さえ分かれば修理なりロケットの建造なりが可能という設定で、基本的な展開も踏襲している。
ノゾム
宇宙船を目撃した少年の一人。初めは流星と思った。カオスの態度に反発するが、本当は自分が宇宙に行きたいと思っている。液体燃料ロケットを研究。
カケル
宇宙船を目撃した少年の一人。大砲で宇宙に行くアイデアから始まり、固形燃料ロケットを研究。ノゾムと張り合っている。
ミドリ
ノゾムとカケルの同級生の少女。メガネをかけている。普段は周囲の突っ込み役だが、時折鋭いアイデアを出す。

## その他
- 『トップをねらえ!』のアンソロジー『コミック・ガンバスター』で、本作の「出張版」2ページが掲載された。本編と同じく「あさりちゃんとよしおくんによる問題提起と専門家による解答」という構造になっている。
- 作者本人によるパロディ作品に『がんまサイエンス』がある。また、同じく作者本人による学習漫画の形式を取った大人向けの作品に『HAL』がある。

## 単行本
ノーラコミックス、既刊14巻（2013年8月現在）
1. 1991年6月発売 ISBN 4-0510-5755-0
2. 1992年5月発売 ISBN 4-0510-6222-8
3. 1993年7月発売 ISBN 4-0560-0148-0
4. 1994年8月発売 ISBN 4-0560-0693-8
5. 1995年12月発売 ISBN 4-0560-1183-4
6. 1998年3月発売 ISBN 4-0560-1875-8
7. 2000年12月発売 ISBN 4-0560-2252-6
8. 2002年8月3日発売 ISBN 4-0560-2881-8
9. 2004年8月3日発売 ISBN 4-0560-3613-6
10. 2006年12月7日発売 ISBN 4-0560-4626-3
11. 2008年4月3日発売 ISBN 978-4-0560-7005-7
12. 2010年9月17日発売 ISBN 978-4-0560-7077-4
13. 2011年8月31日発売 ISBN 978-4-0560-7086-6
14. 2013年8月27日発売 ISBN 978-4-0560-7096-5
15. 2014年8月16日発売予定[要出典]

- このほか、図書館版が全8巻で刊行されている。

## 清水ますみ版『まんがサイエンス』
『5年の科学』1987年4月号 - 8月号連載。
少年の大洋くん、少女のめもりちゃんの疑問に山下博士が答えて行くというもので、オーソドックスな学習漫画の形式である。
9月号は「自由研究特集」として休載、10月号からあさりの同名タイトルの作品に代わり現在に至る。学年誌では学校年度に合わせて4月号 - 3月号を1サイクルとして連載が行われるのが普通であるが、あさり版『まんがサイエンス』が異例の10月連載開始と紹介されているのは、こうした事情のためである。